# Nuoto ai campionati mondiali di nuoto 2011 - 1500 metri stile libero femminili
La specialità dei 1500 metri stile libero femminili ai campionati mondiali di nuoto 2011 si è svolta presso lo Shanghai Oriental Sports Center di Shanghai, in Cina.
Le qualifiche per finale si sono svolte la mattina del 25 luglio 2011, mentre la finale si è svolta la sera del 26 luglio 2011.

## Medaglie
| Posizione | Atleta       | Paese       |
| --------- | ------------ | ----------- |
| Oro       | Lotte Friis  | Danimarca   |
| Argento   | Kate Ziegler | Stati Uniti |
| Bronzo    | Li Xuanxu    | Cina        |

## Record
Prima della manifestazione il record del mondo (WR) e il record dei campionati (CR) erano i seguenti.
| Record mondiale       | 15'42"54 | Kate Ziegler Stati Uniti | 17 giugno 2007 Mission Viejo, Stati Uniti |
| Record dei campionati | 15'44"93 | Alessia Filippi Italia   | 28 luglio 2009 Roma, Italia               |

Nel corso della competizione non sono stati migliorati record.

## Batterie
| Pos. | Batteria | Corsia | Atleta                   | Nazionalità   | Tempo    | Note        |
| ---- | -------- | ------ | ------------------------ | ------------- | -------- | ----------- |
| 1    | 4        | 4      | Lotte Friis              | Danimarca     | 16:00.47 |             |
| 2    | 3        | 7      | Yiwen Shao               | Cina          | 16:01.72 |             |
| 3    | 4        | 5      | Kate Ziegler             | Stati Uniti   | 16:02.53 |             |
| 4    | 3        | 6      | Kristel Köbrich          | Cile          | 16:03.50 |             |
| 5    | 4        | 7      | Wendy Trott              | Sudafrica     | 16:05.63 |             |
| 6    | 4        | 3      | Xuanxu Li                | Cina          | 16:05.82 |             |
| 7    | 3        | 4      | Melissa Gorman           | Australia     | 16:07.39 |             |
| 8    | 3        | 5      | Erika Villaécija Garcia  | Spagna        | 16:12.45 |             |
| 9    | 4        | 6      | Chloe Sutton             | Stati Uniti   | 16:13.20 |             |
| 10   | 2        | 4      | Grainne Murphy           | Irlanda       | 16:14.81 |             |
| 11   | 3        | 3      | Éva Risztov              | Ungheria      | 16:22.60 |             |
| 12   | 2        | 5      | Keri-Anne Payne          | Regno Unito   | 16:23.11 |             |
| 13   | 3        | 2      | Martina Rita Caramignoli | Italia        | 16:23.75 |             |
| 14   | 4        | 2      | Andreína Pinto           | Venezuela     | 16:23.96 |             |
| 15   | 2        | 3      | Jessica Ashwood          | Australia     | 16:25.85 |             |
| 16   | 4        | 8      | Patricia Castañeda       | Messico       | 16:26.36 |             |
| 17   | 2        | 6      | Camelia Potec            | Romania       | 16:29.79 |             |
| 18   | 2        | 8      | Julia Hassler            | Liechtenstein | 16:34.74 |             |
| 19   | 2        | 2      | Marianna Lymperta        | Grecia        | 16:35.16 |             |
| 20   | 3        | 1      | Savannah King            | Canada        | 16:35.67 |             |
| 21   | 2        | 7      | Nina Dittrich            | Austria       | 16:37.15 |             |
| 22   | 2        | 1      | Charetzeni Escobar       | Messico       | 16:40.09 |             |
| 23   | 1        | 4      | Na Kyeong Han            | Corea del Sud | 17:06.37 |             |
| 24   | 3        | 8      | Maja Cesar               | Slovenia      | 17:22.42 |             |
| 25   | 1        | 5      | Yesim Giresunlu          | Turchia       | 17:23.60 |             |
| 26   | 1        | 3      | Simona Marinova          | Macedonia     | 17:44.52 |             |
| -    | 4        | 1      | Cecilia Biagioli         | Argentina     |          | non partita |

## Finale
| Pos. | Atleta                  | Nazionalità | Corsia | Tempo    | Note |
| ---- | ----------------------- | ----------- | ------ | -------- | ---- |
|      | Lotte Friis             | Danimarca   | 4      | 15:49.59 |      |
|      | Kate Ziegler            | Stati Uniti | 3      | 15:55.60 |      |
|      | Li Xuanxu               | Cina        | 7      | 15:58.02 |      |
| 4    | Kristel Köbrich         | Cile        | 6      | 16:05.11 |      |
| 5    | Melissa Gorman          | Australia   | 1      | 16:05.98 |      |
| 6    | Wendy Trott             | Sudafrica   | 2      | 16:06.02 |      |
| 7    | Erika Villaécija Garcia | Spagna      | 8      | 16:09.71 |      |
| 8    | Yiwen Shao              | Cina        | 5      | 16:12.01 |      |